# 何則文
何則文（1990年3月29日—），綽號小樹，台北市人。曾任專欄作家、NPO工作者、青年職涯教練、文策智庫執行長，擅長個人及企業形象包裝、品牌經營。2023年6月被爆出性侵兩名男子而宣布退出公眾視野。

## 生平
何則文小時候父母離異，由姑姑撫養，求學時期並不順遂，成為師長眼中的問題學生。國立中興大學歷史學系畢業後進入教育部國教署擔任人事約聘人員，後報考經濟部國際企業經營班。結業後進入鴻海集團富智康國際，派駐在越南、中國大陸等地，是鴻海集團致伸科技人資長薛雅齡的愛徒。隔年創立人資整合行銷部門，負責人資創新與雇主品牌。2019年，何則文創辦職涯實驗室。

## 爭議
2023年6月19日，何則文的大學學弟、「文策赫德有限公司」創立的合夥人兼負責人黃姓男子（Allen Huang）控訴何「善於讓人相信這些網路上包裝出來的人設」、「很會說話、很會操弄人心（洗腦）」，稱自己長期被何運用PUA手法凌辱、謾罵、性侵、誘拍裸照。「在深度合作的那段時間，是我人生最痛苦的時候。」「感恩樹爺、讚嘆樹爺（何則文的暱稱）幾乎變成我那時的口頭禪。」並強調「不是只有女生會被侵犯，男生也會」。何隨即發文道歉「有做錯的地方，願意承擔，也會付出代價。」也坦承兩人這樣的情況有長達半年之久，並私下傳訊給黃男，稱「沒有其他受害者」。
6月20日，何則文又發文反駁黃男的陳述非事實。
6月21日，另一名受害者康姓男子在臉書發文表示「他（何則文）對黃男所說過的話，對黃男所做過的事，幾乎都在我身上發生過。」「用裸照威脅我不要把事情說出去，不然就是『兩敗俱傷』。」且自己被何強制侵犯的當下「有一名正在交往的女友，兩人都是異性戀。」何則文對康男的發文未做出回應，僅表示「會選擇離開公眾視野，也會用行動努力贖罪」及「會退出所參與的相關NPO組織」。
2024年2月23日，黃姓男子前往警局對何則文提告，然而何則文仍是向警方辯稱，他與黃男是兩情相悅，性行為也是「合意性交」，同時反控黃男家屬逼他簽和解書。警方仍是依強制性交罪將何送辦。。

## 外部連結
- 小樹文策（页面存档备份，存于）
- 亞細安研究會官方網站（页面存档备份，存于）
- 故事：寫給所有人的歷史專欄
- 何則文 （页面存档备份，存于）的Facebook